# Fotosintesi anossigenica
La fotosintesi anossigenica è un particolare tipo di fotosintesi clorofilliana, attuata da alcuni gruppi di batteri, che non comporta la produzione di ossigeno. Gli elettroni che entrano in gioco nel fotosistema non provengono infatti dall'acqua, poiché questo non possiede il potenziale RedOx sufficiente a strapparle elettroni. Gli elettroni necessari provengono invece da composti dello zolfo, da sostanze organiche o idrogeno. I batteri che svolgono la fotosintesi anossigenica sono detti fototrofi. Alcuni esempi sono i batteri rossi sulfurei, i batteri rossi non-sulfurei, i batteri verdi sulfurei e i batteri verdi non-sulfurei.